# Pachystachys killipii
Pachystachys killipii är en akantusväxtart som beskrevs av D.C. Wasshausen. Pachystachys killipii ingår i släktet Pachystachys och familjen akantusväxter. Inga underarter finns listade i Catalogue of Life.